# لغة البلغار
البلغار (أيضا بولغار) هي لغة تركية منقرضة كان يتحدثها شعب البلغار.
إن الاسم مشتق من شعب البلغار، وهي جماعة قبلية أسست دولة بلغار، والمعروفة باسم بلغاريا الكبرى القديمة في منتصف القرن السابع، مما أدى إلى ظهور الإمبراطورية البلغارية الأولى بحلول ثمانينيات القرن السادس. بينما انقرضت اللغة بالقرب من نهر دانوب - بلغاريا (لصالح اللغة البلغارية السلافية)، استمرت في الفولغا بلغاريا، ومما أدى في النهاية إلى ظهور لغة تشوفاش الحديثة.

## الانتماء
تضع الأبحاث الدراسية السائدة (البلغار) ضمن فرع «لير» من اللغات الأتراكية المشار إليها باسم الأوغور التركية أواللير- التركية أو البلغار التركية، على عكس «شاز» من النوع التركي العام. يتسم فرع «لير» بتطابقات صوتية مثل صوت /r/ الأوغوري مقابل صوت /z/ في التركية العامة (أو شاز- ترك) و /l/ الأوغوري مقابل صوت /š/ في التركية المشتركة (أو شاز-تركي). كما ذكر الإصطخري: «لغة الخزر تختلف عن لغة الأتراك والفرس، ولا تشترك فيها لسان (أي) مجموعة من البشر، ولغة البلغار مثل لغة الخزر، لكن البورطا لديهم لغة أخرى» .  يُعتقد أن اللغة الوحيدة الباقية من هذه المجموعة اللغوية هي لغة تشوفاش.توصّل أومليجان بريتساك ‏ في دراسته «اللغة الهونية لعشيرة أتيلا» (1982)  إلى أن لغة البلغار كانت من عائلة اللغات الهونية ، كما يسمي لغات الأوغور. وفقًا للبلغارية أنتوانيتا غرانبرغ، «تشكلت لغة هونو بلغارعلى الحدود الشمالية والغربية للصين في القرنين الثالث والخامس قبل الميلاد.»  يُظهر تحليل الكلمات المستعارة في اللغة السلافية وجود تأثيرات مباشرة لعائلات لغوية مختلفة: التركية والمنغولية والصينية والإيرانية.

### رأي البلغاريين
من ناحية أخرى، يربط بعض المؤرخين البلغاريين، وخاصة المؤرخين الحديثين، اللغة البلغارية بمجموعة اللغة الإيرانية بدلاً من ذلك (وبشكل أكثر تحديدًا، يتم ذكر لغات بامير بشكل متكرر)، مشيرين إلى وجود الكلمات الإيرانية في اللغة البلغارية الحديثة.  وفقا لرايموند دتريز ، وهو متخصص في التاريخ البلغاري واللغة،  وتستند هذه الآراء على المشاعر المعادية للالتركية ووجود كلمات الإيرانية في البلغارية الحديثة هو نتيجة التأثير اللغوي للتركية العثمانية. في الواقع يشير المؤرخون البلغاريون الآخرون، وخاصة كبار السن منهم، فقط إلى علامات معينة على النفوذ الإيراني في القاعدة التركية  أو يدعمون بالفعل النظرية التركية.

## بلغارالدانوب
تم تسجيل لغة بلغار الدانوب في عدد صغير من النقوش الموجودة في بليسكا ، أول عاصمة للإمبراطورية البلغارية الأولى، وفي الكنائس الصخرية بالقرب من قرية مورفاتلار ، في رومانيا الحالياً. بعض هذه النقوش مكتوبة بالأبجدية اليونانية، والبعض الآخر بأبجدية كوبان التي تشبه خط أورخون. يبدو أن معظمها كان ذا طابع خاص (قسم، إهداء، نقوش على حجارة القبور) وبعضها كان عبارة عن قوائم جرد للمحكمة. على الرغم من إجراء محاولات لفك الرموز، إلا أن أياً منها لم يحظ بقبول واسع. تم العثور على هذه النقوش في بلغار دانوب مع غيرها من الكتابات الرسمية المكتوبة باللغة اليونانية. التي كانت تستخدم كلغة رسمية للدولة في الإمبراطورية البلغارية الأولى حتى القرن التاسع، عندما تم استبدالها باللغتين البلغارية القديمة (السلافية).
تُعرف لغة بلغار الدانوب أيضًا من خلال عدد صغير من الكلمات المستعارة في اللغة البلغارية القديمة، بالإضافة إلى المصطلحات الموجودة في النقوش البلغارية باللغة اليونانية، والنصوص البيزنطية المعاصرة، والنصوص البلغارية القديمة السلافية لاحقًا. تشير معظم هذه الكلمات إلى ألقاب ومفاهيم أخرى تتعلق بشؤون الدولة، بما في ذلك التقويم البلغاري الرسمي لمدة 12 عامًا (كما هو مستخدم في أسمية الخانات البلغارية). انقرضت لغة بلغار الدانوب في القرن التاسع حيث أصبح النبلاء البلغار سلافيون بعد إعلان اللغة البلغارية القديمة رسميًا في عام 893.

## فولغا بلغار
تُعرف اللغة التي يتحدث بها سكان فولغا بلغاريا باسم فولغا بولغار . هناك عدد من النقوش الباقية في فولغا بولغار، بعضها مكتوب بأحرف عربية، إلى جانب استمرار استخدام نص أورخون. هذه كلها قابلة للفك إلى حد كبير. استمرت هذه اللغة حتى القرن الثالث عشر أو الرابع عشر. في تلك المنطقة، ربما تكون قد أدت في النهاية إلى ظهور لغة تشوفاش، والتي ترتبط ارتباطًا وثيقًا بها  والتي تم تصنيفها على أنها الجزء الوحيد الباقي على قيد الحياة في فرع منفصل من «الأوغور التركي» (أو اللير التركي). اللغات التركية التي ينتمي إليها البلغار أيضًا (انظر أعلاه). ومع ذلك، فإن المكانة الدقيقة للتشوفاش داخل عائلة اللغات الأوغورية هي مسألة خلاف بين اللغويين. نظرًا لأن المادة المقارنة المنسوبة إلى أعضاء منقرض من الأوغورية (الخازار والبلغار) شحيحة، فلا يُعرف الكثير عن أي علاقة متبادلة دقيقة بين هذه اللغات، ومن الخلاف ما إذا كانت لغة تشوفاش هي اللغة الوحيدة من النوع «لير» التي لها ما يكفي المواد اللغوية، قد تكون لغة ابنة أي من هؤلاء أو مجرد فرع أخت.

## روابط خارجية
- بريتانيكا أون لاين - تصف المقالة موقع البلغار والتشوفاش في تصنيف اللغات التركية.
- "Sergei Starostin's Tower of Babel" (PDF). مؤرشف من الأصل (PDF) في 2020-12-06. - عالم تركي روسي يتناول نقوش الدانوب البلغار والتقويم البلغار بالروسية. تحتوي المقالة على فك مؤقت للنقوش بناءً على الفرضية التركية. (350 KiB)
- راشيف، رشو. 1992. حول أصل البلغار البدائيين. ص. 23-33 في: Studia protobulgarica et mediaevalia europensia. على شرف أ.د. بيشيفلييف، فيليكو تارنوفو - اقتراح عالم آثار بلغاري. يقر المؤلف أن النخبة الحاكمة في البلغار كانت تتحدث التركية كما يتضح من النقوش وما إلى ذلك، لكنها تنص على أن الجزء الأكبر من السكان كانوا إيرانيين.